# Остин, Альберт
А́льберт О́стин (англ. Albert Austin; 13 декабря 1881 — 17 августа 1953) — английский и американский актёр, режиссёр и сценарист, известный участием в ряде фильмов Чарли Чаплина. Брат актёра Уильяма Остина.

## Биография
Родился в Бирмингеме, Уорикшир, Англия. Выступал в мюзик-холле. В 1910 году вместе с Чарли Чаплином отправился в США в составе труппы Фреда Карно.
Его внешность была примечательна огромными загнутыми вниз усами. С 1916 года он работал вместе с Чаплином, снимаясь во второстепенных ролях во многих его фильмах, а также работая помощником режиссёра.
После начала эры звукового кино занялся режиссурой, в основном короткометражных комедийных фильмов. Среди прочего, он помогал Чаплину в разработке сюжета «Искателя приключений» (1917). Как актёр, он появился в комедиях Чарли Чаплина, снятых на студии «Mutual Film Corporation». Позже он снялся в эпизодических ролях в двух немых комедиях Чаплина, снятых в эру звукового кино: в роли клоуна в «Цирке» (1928) и в ролях дворника и грабителя в «Огнях большого города» (1931).
Остин также снимался в нескольких фильмах с участием Джеки Кугана и Мака Сеннета.
Самой известной ролью Остина является роль клиента с часами в короткометражной ленте Чарли Чаплина «Лавка ростовщика», где его герой заходит в лавку с будильником, надеясь заложить его. Чтобы определить стоимость часов, Чаплин разбирает их. Остин с ошеломлённым выражением лица наблюдает, как герой Чаплина постепенно разбирает его, а затем передаёт их детали Остину.
Также снялся в главной роли в фильме Мэри Пикфорд «Мыльная пена» (1920), в котором появился без своих комических чёрных усов.

## Фильмография
| Год  |     | Русское название     | Оригинальное название | Роль                                                                  |
| ---- | --- | -------------------- | --------------------- | --------------------------------------------------------------------- |
| 1916 | кор | Контролёр универмага | The Floorwalker       | продавец-консультант                                                  |
| 1916 | кор | Пожарный             | The Fireman           | пожарный                                                              |
| 1916 | кор | Скиталец             | The Vagabond          | тромбонист                                                            |
| 1916 | кор | В час ночи           | One A.M.              | таксист                                                               |
| 1916 | кор | Граф                 | The Count             | высокий гость                                                         |
| 1916 | кор | Лавка ростовщика     | The Pawnshop          | клиент с будильником                                                  |
| 1916 | кор | За экраном           | Behind the Screen     | рабочий сцены / актёр, играющий епископа                              |
| 1916 | кор | Скетинг-ринг         | The Rink              | повар / конькобежец / гость на вечеринке                              |
| 1917 | кор | Тихая улица          | Easy Street           | проповедник / полицейский                                             |
| 1917 | кор | Лечение              | The Cure              | служитель                                                             |
| 1917 | кор | Иммигрант            | The Immigrant         | обедающий / русский иммигрант                                         |
| 1917 | кор | Искатель приключений | The Adventurer        | дворецкий                                                             |
| 1918 | кор | Собачья жизнь        | A Dog’s Life          | грабитель / клерк                                                     |
| 1918 | кор | Тройная неприятность | Triple Trouble        | полицейский                                                           |
| 1918 | кор | Облигация            | The Bond              | друг Чарли                                                            |
| 1918 | ф   | На плечо!            | Shoulder Arms         | американский солдат / германский солдат / бородатый германский офицер |
| 1918 | кор | Как делаются фильмы  | How to Make Movies    | гольфист                                                              |
| 1919 | кор | Солнечная сторона    | Sunnyside             | деревенский доктор                                                    |
| 1919 | кор | Профессор            | The Professor         | человек в ночлежке                                                    |
| 1920 | ф   | Мыльная пена         | Suds                  | Хорас Гринсмит                                                        |
| 1921 | ф   | Малыш                | The Kid               | человек в ночлежке / угонщик                                          |
| 1921 | кор | —                    | Grief                 | н/д                                                                   |
| 1922 | кор | День получки         | Pay Day               | рабочий                                                               |
| 1923 | ф   | —                    | A Prince of a King    | н/д                                                                   |
| 1925 | ф   | Золотая лихорадка    | The Gold Rush         | золотоискатель                                                        |
| 1928 | ф   | Цирк                 | The Circus            | клоун                                                                 |
| 1931 | ф   | Огни большого города | City Lights           | дворник / грабитель                                                   |